# Cisnes
Cisnes ist eine Kommune im Süden Chiles. Sie liegt in der Provinz Aysén in der Región de Aysén. Sie hat 6517 Einwohner und liegt ca. 105 Kilometer nordwestlich von Coyhaique, der Hauptstadt der Region.

## Geschichte
Ursprünglich war das Gebiet der Gemeinde nur spärlich bis gar nicht besiedelt. Ende des 19. und Anfang des 20. Jahrhunderts kamen erste Siedler, vor allem Landwirte, die auf dem Gebiet der Gemeinde siedelten. Neben chilenischen Siedlern, die aus der im Norden angrenzenden Región de los Lagos kamen, gelangte in der Zwischenkriegszeit auch eine Gruppe von deutschsprachigen Einwanderern aus dem Sudetenland in die Region. Diese siedelten dort, wo sich heute das Dorf Puerto Puyuhuapi befindet, das die Gründerpioniere Waldhagen nannten. 1965 wurde die Kommune Cisnes offiziell als Teil der Provinz Aysén gegründet, sie umfasste zunächst noch den gesamten Nordteil der heutigen Region Aysén. 1979 wurden das Gebiet von Lago Verde im Osten und die bewohnte Inselgruppe der Guaitecas im Nordwesten von Cisnes abgespalten und zu eigenständigen Kommunen erhoben.

## Demografie und Geografie
Laut der Volkszählung aus dem Jahr 2017 leben in Cisnes 6517 Einwohner, davon sind 3922 männlich und 2595 weiblich. 63,1 % leben innerhalb geschlossener Ortschaften, der Rest im ländlichen Außenbereich. Neben dem Hauptort der Kommune, Puerto Cisnes, gibt es noch einige weitere Ortschaften und Häuseransammlungen, wie La Junta, Puerto Puyuhuapi und Puerto Raúl Marín Balmaceda. Die gesamte Kommune hat eine Fläche von 16.093 km² und grenzt im Norden an die Kommunen Chaitén und Palena in der Región de los Lagos sowie, über Wasser, an die von Cisnes abgetrennte Kommune Guaitecas, im Osten an Lago Verde und Coyhaique, im Süden an Aysén und im Westen an den Pazifischen Ozean.
Die Landschaft auf dem Festland ist geprägt von gemäßigtem Regenwald, der von Flüssen durchzogen ist, wie etwa dem Río Palena oder dem Río Cisnes, und dazugehörigen Seen wie dem Lago Rosselot, der im Naturreservat Lago Rosselot liegt. Auf dem Gebiet der Gemeinde liegen mehrere chilenische Nationalparks, darunter der Nationalpark Melimoyu in der Gegend um den Vulkan Melimoyu im Norden der Gemeinde, der Nationalpark Queulat und der für seine Pinguinkolonien berühmte Nationalpark Isla Magdalena. Letzterer befindet sich auf der gegenüber von Puerto Cisnes gelegenen großen Magdaleneninsel. Durch den Moraleda-Kanal vom Festland getrennt gehören noch zahlreiche weitere Inseln zur Kommune, die einen Teil des Chonos-Archipels bilden und auf denen sich das Naturreservat Las Guaitecas befindet. Sie sind unbewohnt und großteils unwegsam und sehr gebirgig. Der am weitesten westlich im Pazifik gelegene Gemeindeteil ist die rund 190 Kilometer von Puerto Cisnes entfernte Insel Guamblín, auf der sich der Nationalpark Isla Guamblín befindet.

## Wirtschaft und Politik
In Cisnes gibt es 98 angemeldete Unternehmen, die hauptsächlich in der Landwirtschaft, Fischerei oder im Tourismus tätig sind. Der aktuelle Bürgermeister von Cisnes ist Francisco Roncagliolo Lepo von der rechtskonservativen RN. Auf nationaler Ebene liegt Cisnes im 59. Wahlkreis, der die gesamte Región de Aysén umfasst.

## Tourismus
Durch Cisnes führt die Carretera Austral, eine beliebte Touristenstrecke im Süden Chiles. Besonders Puerto Puyuhuapi ist aufgrund des dortigen Fjordes ein beliebtes Ziel. Des Weiteren sind die Nationalparks der Gemeinde beliebt bei Touristen, besonders der Nationalpark Queulat. Dort, aber auch sonst auf dem Gebiet der Kommune verteilt, gibt es eine Vielzahl von Wanderwegen.

## Fotogalerie

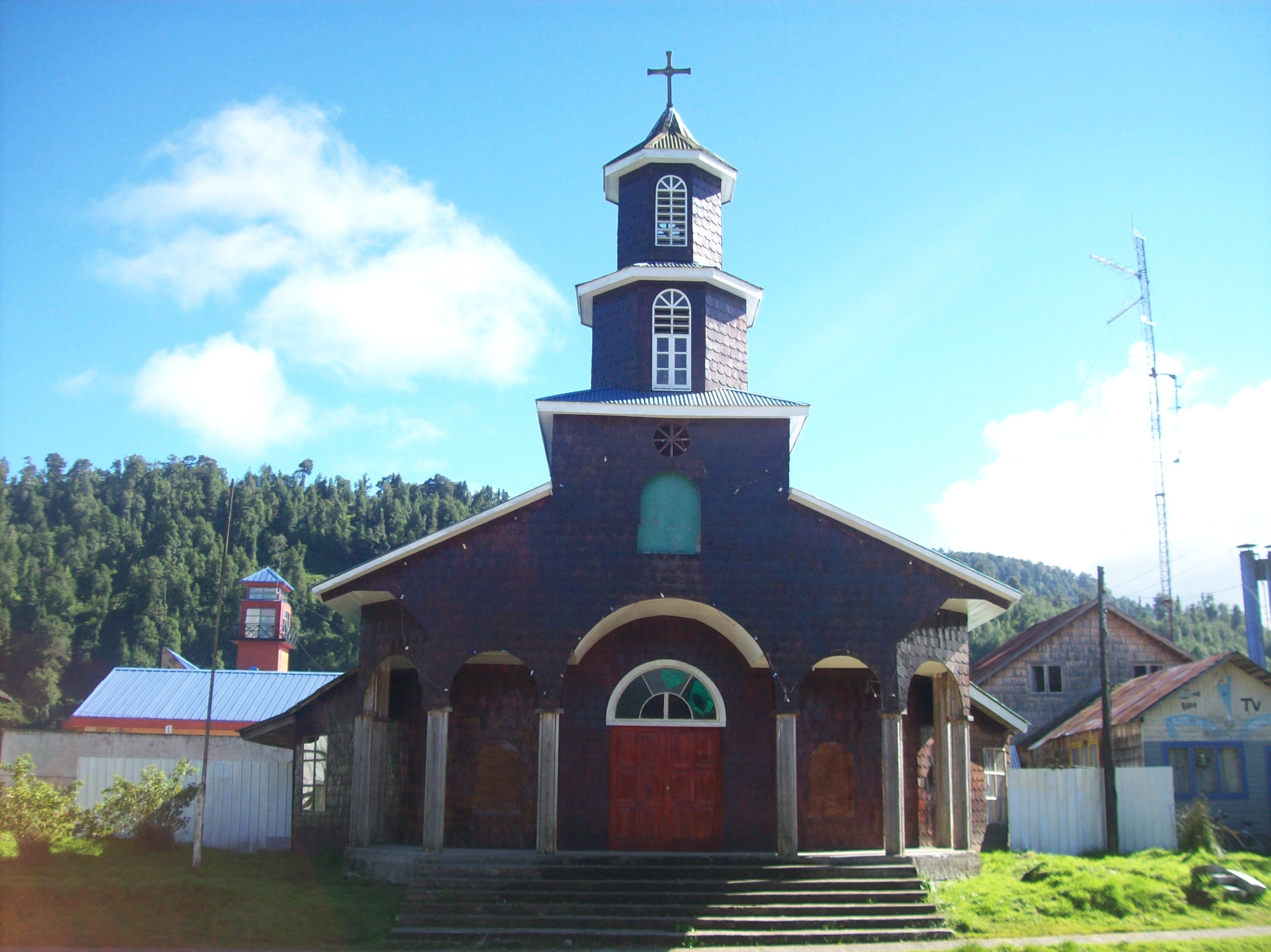
Die Kirche von Puerto Cisnes
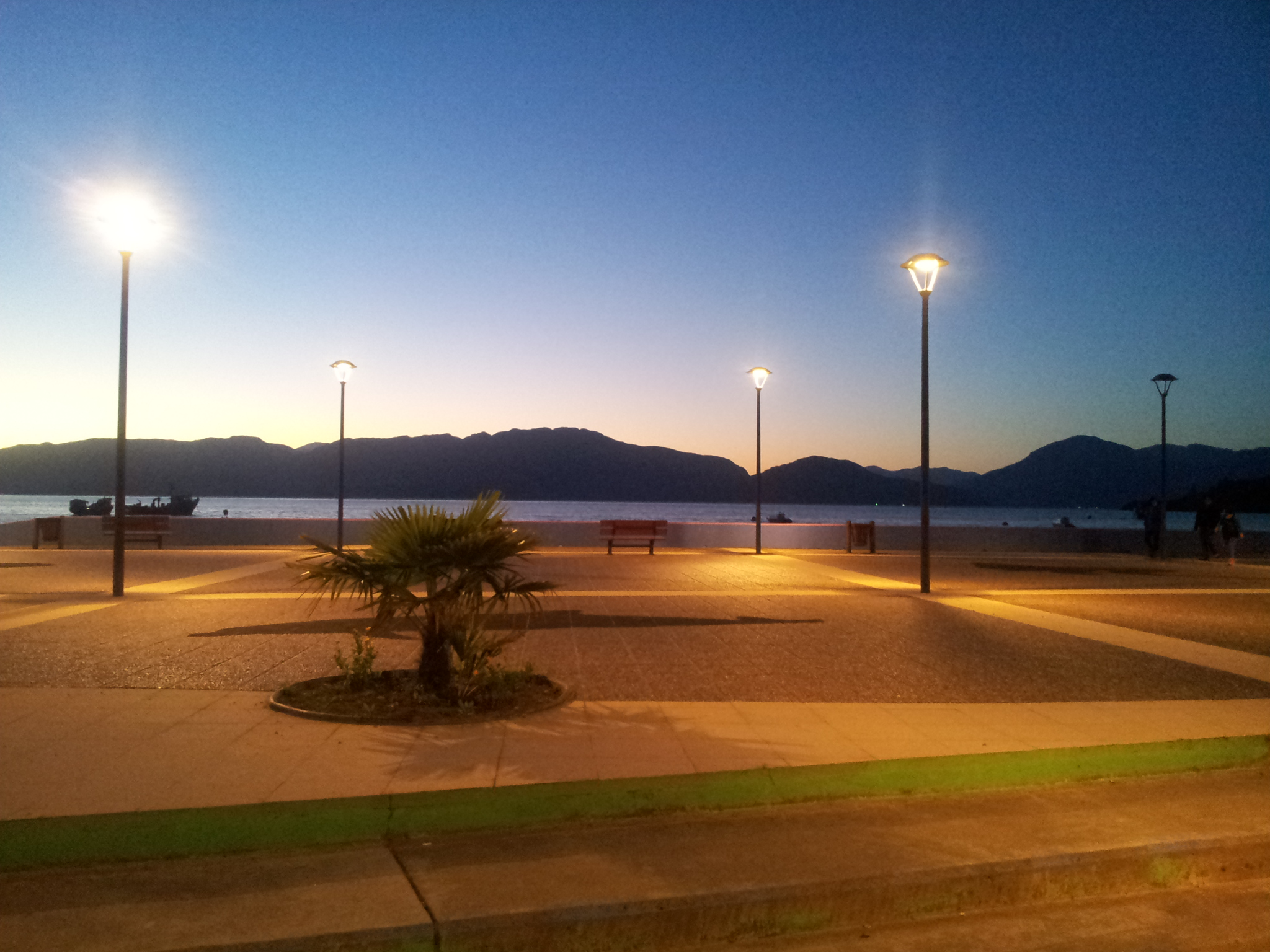
Die Küstenstraße von Puerto Cisnes
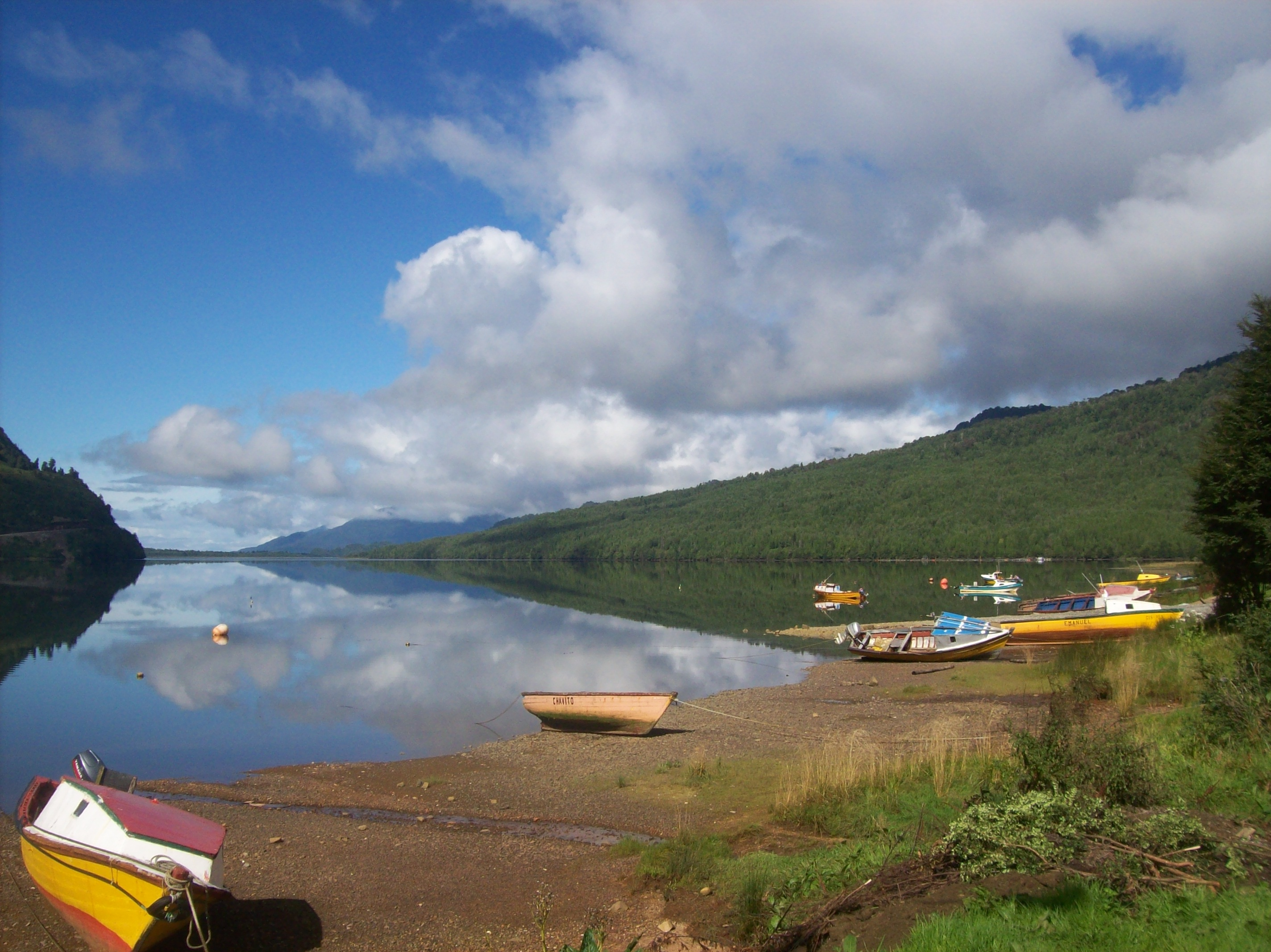
Das Fjord von Puyuhuapi
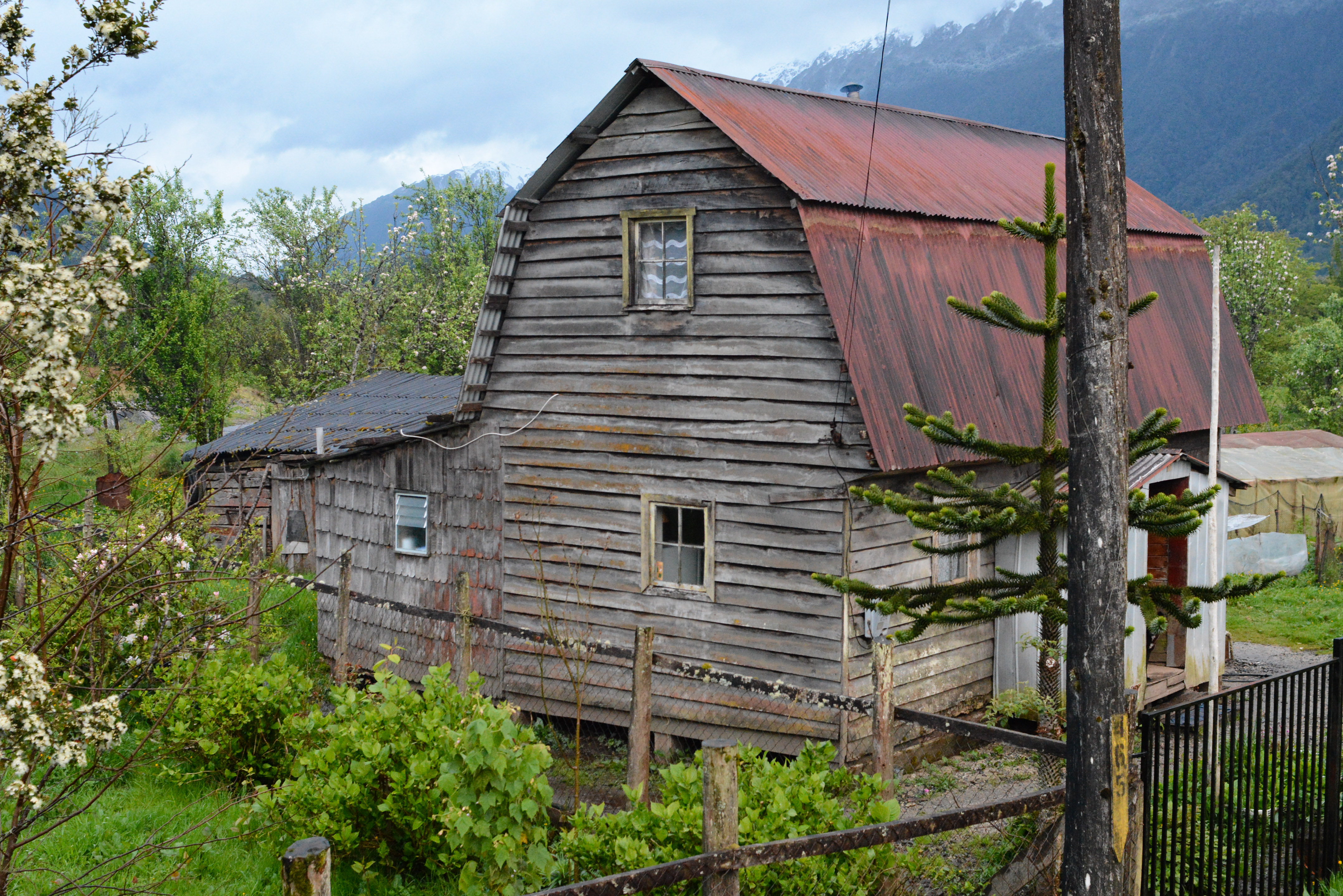
Ein typisches Haus in Puyuhuapi
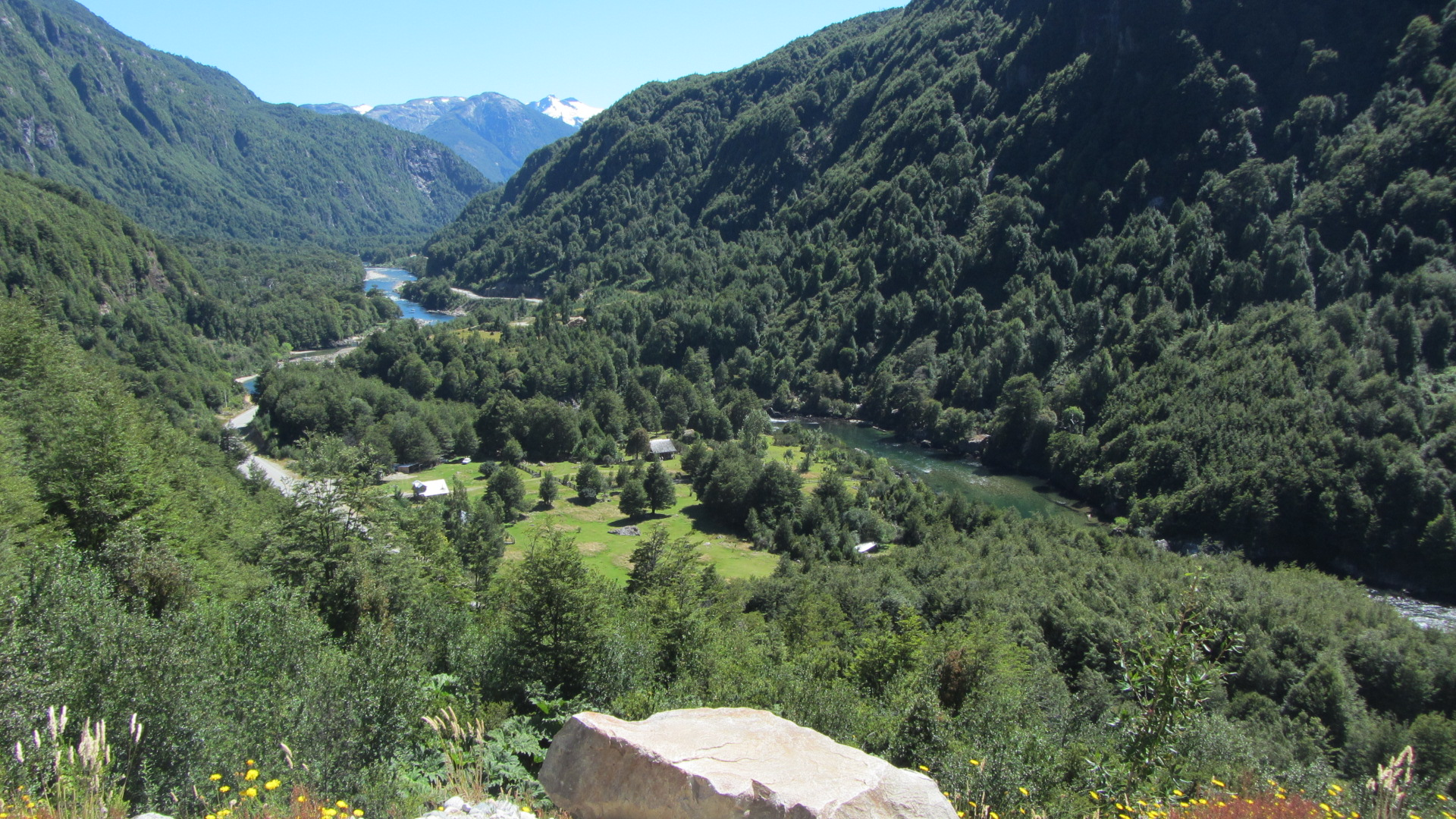
Der Río Cisnes
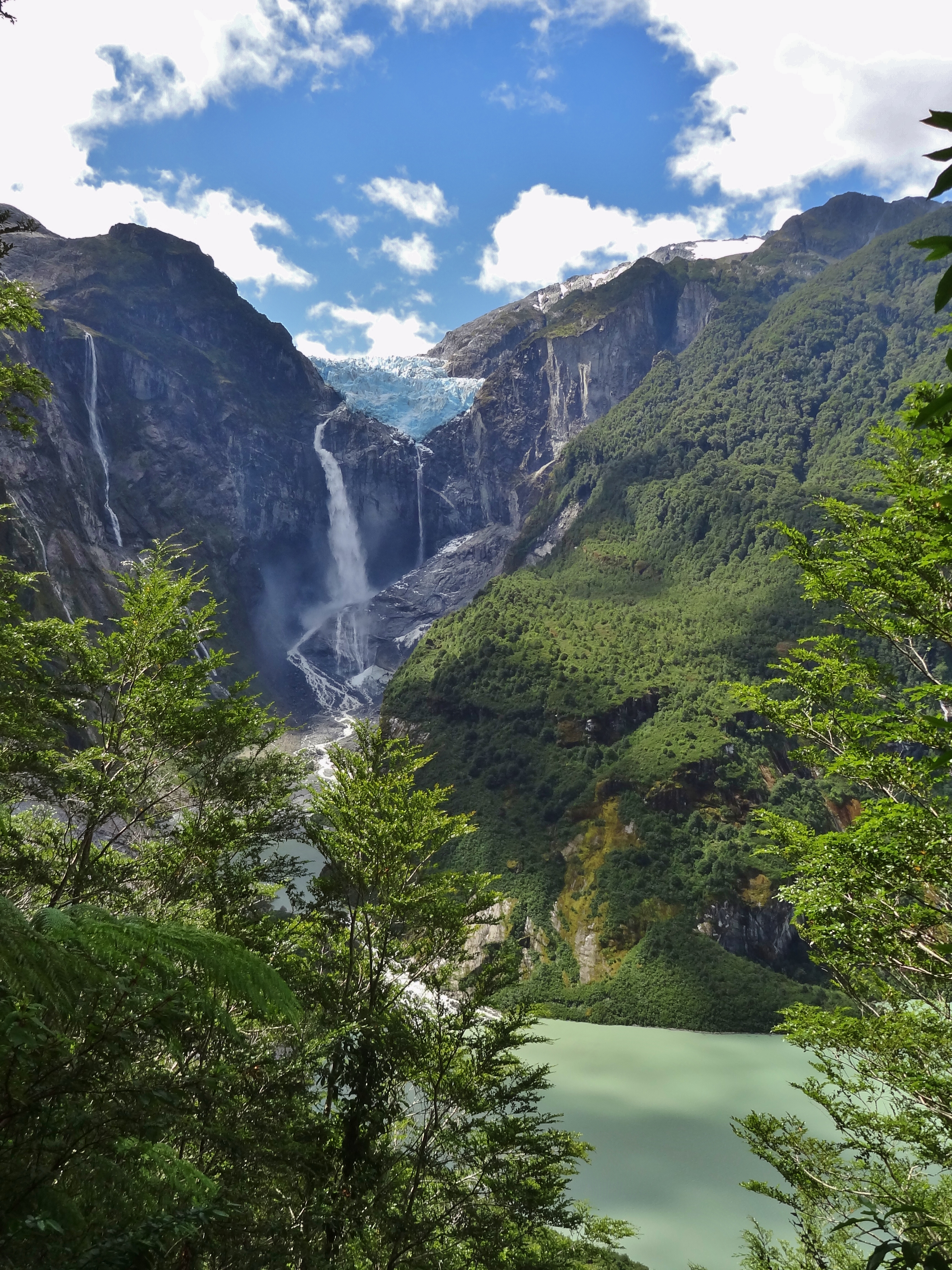
Der Nationalpark Queulat
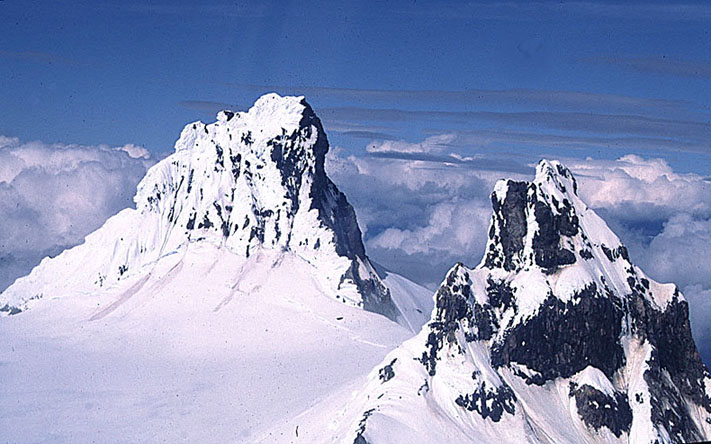
Der Melimoyu